# 文禮彬
（1965年7月15日—），英國工黨政治人物，2007年至2010年任外交大臣，下院南希爾茲（South Shields）選區議員。在英國首相布莱尔宣佈下野後，外界曾一度揣測文禮彬會挑戰白高敦競逐黨魁之位，但文禮彬後來公開表示會投票給白高敦，才平息了疑團。文禮彬亦曾得白高敦支持參選歐盟主席。

## 早年生活
1965年於倫敦出世，波蘭猶太移民後裔，著名馬克思主義理論家拉夫·米勒班之長子。其祖父曾為蘇聯紅軍作戰。
文禮彬於倫敦就學，就讀於利茲頓公園學校，其後於北倫敦的哈弗斯托克綜合中學繼續學業。雖然文禮彬的高考成績欠佳，只獲3B1D的成績，但仍能進英國頂級學府牛津大學的科珀斯克里斯學院，攻讀哲學，政治學和經濟學，更獲一級榮譽學位畢業。1988年，文禮彬於麻省理工學院攻讀政治學碩士，憑其出色成績得到肯尼迪獎學金。
他的弟弟文立彬也是政治人物，曾于戈登·布朗内阁内供职。

## 爭議
文禮彬任外相時期曾有多項爭議。2010年3月文禮彬驅逐以色列駐英外交官，引起以國不滿。文禮彬亦公開支持Google撤出中國。但於人民幣的匯率升值問題則採取與美國相反的立場，反對就人民幣升值問題向中國政府施壓。而其任內最大的爭議就是白高敦的連任，盛傳有意競逐首相的文禮彬一直未有表態支持白高敦連任，有說他有參與逼宮，免受白高敦的政績所拖累。

## 外部連結
| 官衔            | 官衔                                   | 官衔              |
| --------------- | -------------------------------------- | ----------------- |
| 前任者： 新創設 | 社區及地方政府部長 2005年–2006年       | 繼任者： 職級上調 |
| 前任者： 貝嘉晴 | 環境、食物及鄉郊事務大臣 2006年–2007年 | 繼任者： 彭浩禮   |
| 前任者： 貝嘉晴 | 外交大臣 2007年 - 2010年               | 繼任者： 夏偉林   |